# Eldorado (biograf)
Eldorado var en biograf på Stigbergsliden 20 i Göteborg, som öppnade 6 februari 1904 och stängde 1905. Ägare bröderna Ernst Robert och C E Ekelöf.

## Tidningsklipp

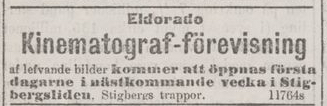
1904-01-30
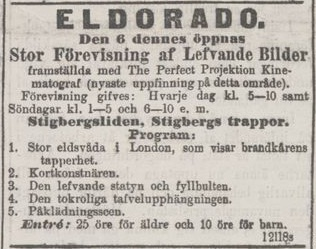
1904-02-06